# 費德里科·德爾波尼斯
費德里科·德爾波尼斯（Federico Delbonis，1990年10月5日—），是一位阿根廷職業網球運動員。現居阿根廷阿蘇爾。他曾参加2016年夏季奥林匹克运动会，结果在第一轮遭淘汰。

## 外部連結
- 費德里科·德爾波尼斯（英文/西班牙文）的官方資料
- 費德里科·德爾波尼斯的國際網球總會 職業／青少年 官方資料（英文）
- 費德里科·德爾波尼斯的官方資料（英文）

1. ↑  . ATP Tour.   [2023-11-30]. （原始内容存档于2018-05-06）.